# Clifford Crowley
Clifford Crowley, född 13 juni 1906 i Winnipeg, död 27 april 1948 i Winnipeg, var en kanadensisk ishockeyspelare.
Crowley blev olympisk guldmedaljör i ishockey vid vinterspelen 1932 i Lake Placid.